# Van Leeuwenhoekmicroscoop

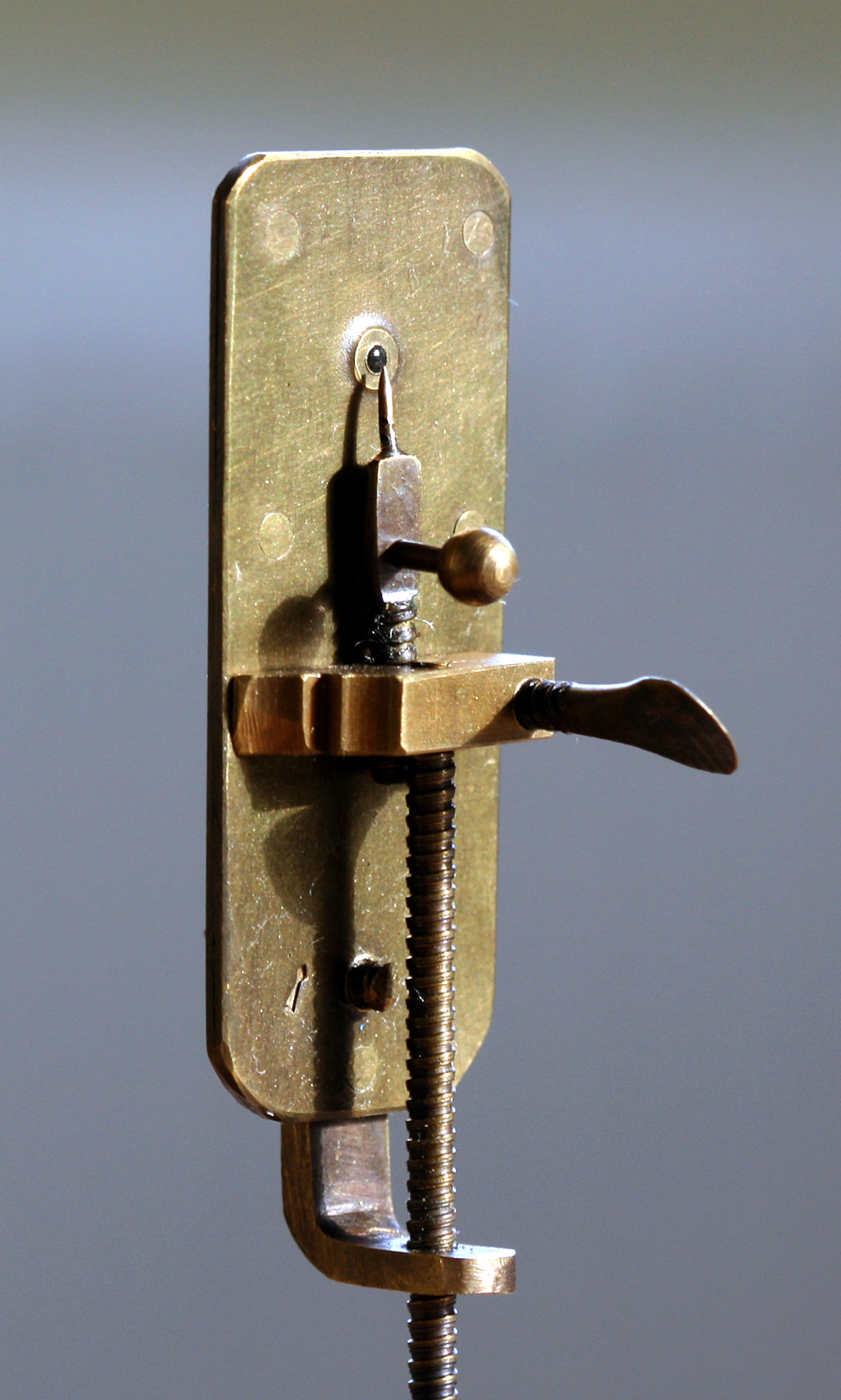
Microscoopreplica

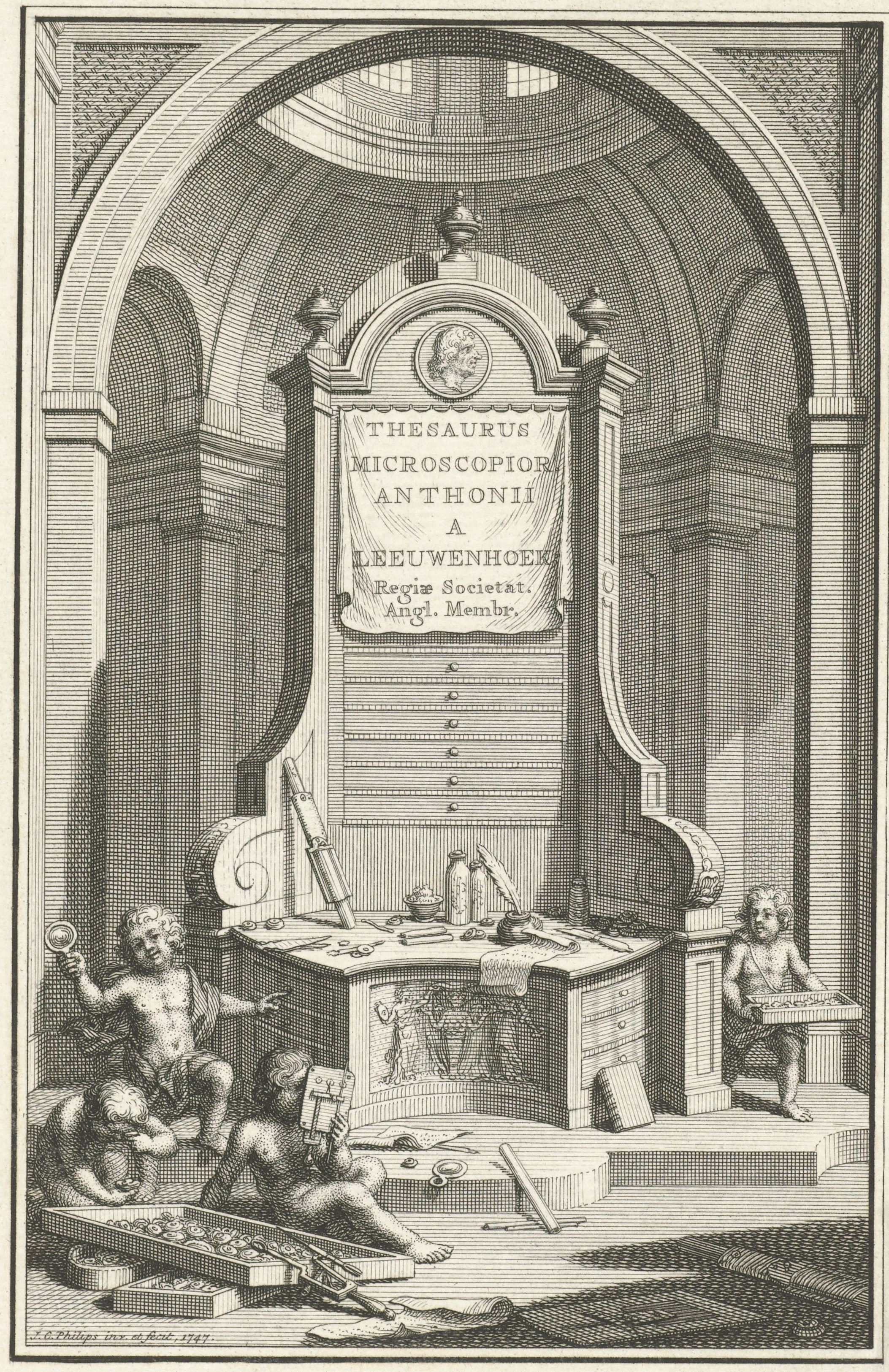
Prent uit 1747 met te veilen instrumenten van Van Leeuwenhoek, waaronder een van Leeuwenhoekmicroscoop

De Van Leeuwenhoekmicroscoop is een door Antoni van Leeuwenhoek in de 17e eeuw ontwikkelde  microscoop. De enkelvoudige microscoop, feitelijk een loep, bestaat uit een miniem lensje ingeklemd tussen twee metalen platen met daarachter een verstelbare pinnetje om het te bestuderen preparaat op te spelden. De plaat diende vlak bij het oog en in de richting van een lichtbron gehouden te worden. Van Leeuwenhoek behaalde vergrotingen van 275 maal, terwijl de beste microscopen uit die tijd tot 30 maal kwamen.
Vanuit zijn beroep als Delftse textielhandelaar was Leeuwenhoek bekend met de dradenteller, een loep die gebruikt werd om het weefsel te kunnen inspecteren in de textielindustrie.
Van Leeuwenhoek heeft honderden microscopen vervaardigd. Iedere microscoop gebruikte hij om een bepaald bijzonder preparaat in zijn kabinet te kunnen tonen aan bezoekers. Gedurende zijn leven hield hij alle microscopen voor zichzelf, zelfs vooraanstaande bezoekende vorsten als Peter de Grote, George I van Groot-Brittannië en Frederik I van Pruisen hebben geen exemplaar meegekregen. Hij weigerde 50 jaar lang om zijn techniek voor het vervaardigen van zijn microscopen te delen, dit tot groot ongenoegen van Engelse wetenschappers.
Leeuwenhoek heeft in 1689 een aangepast exemplaar gemaakt, een aalkijker, waarmee het mogelijk was om de bloedcirculatie te bekijken.

## Werking
De Utrechtse natuurkundige Pieter Hendrik van Cittert heeft de microscoop van Antoni van Leeuwenhoek geanaliseerd en de werking verklaard.
Van Leeuwenhoeks instrument is een voorbeeld van een lichtmicroscoop, waarin wordt gebruikgemaakt van zichtbaar licht, het elektromagnetisch spectrum met een golflengte tussen ca 300 en 650 nm. Verder wordt er gebruikgemaakt van een lens om deze golven te kunnen bundelen in een brandpunt (focusseren).
Tomografisch onderzoek, in samenwerking met de TU Delft, heeft aangetoond dat Van Leeuwenhoek zijn lenzen door slijpen vervaardigde, niet door glasblazen.

## Opgenomen in collecties
Na zijn dood zijn de destijds 531 microscopen op 29 mei 1747 in de zaal van het Sint-Lucasgilde geveild geworden. Tegenwoordig zijn er nog elf exemplaren bekend.
Vier exemplaren bevinden zich in Rijksmuseum Boerhaave in Leiden. Daarnaast bevindt zich een exemplaar in  het Universiteitsmuseum Utrecht en twee exemplaren in het Deutsches Museum in München. In 2015 werd een zilveren exemplaar teruggevonden in een poppenhuisverzameling met een vergroting van 248 keer. Deze bevindt zich in de collectie van planetarium Zuylenburgh. Hetzelfde jaar is ook een ander exemplaar boven water gekomen, opgebaggerd uit de Delftse grachten.